# Cyrilometodějská křesťanská akademie

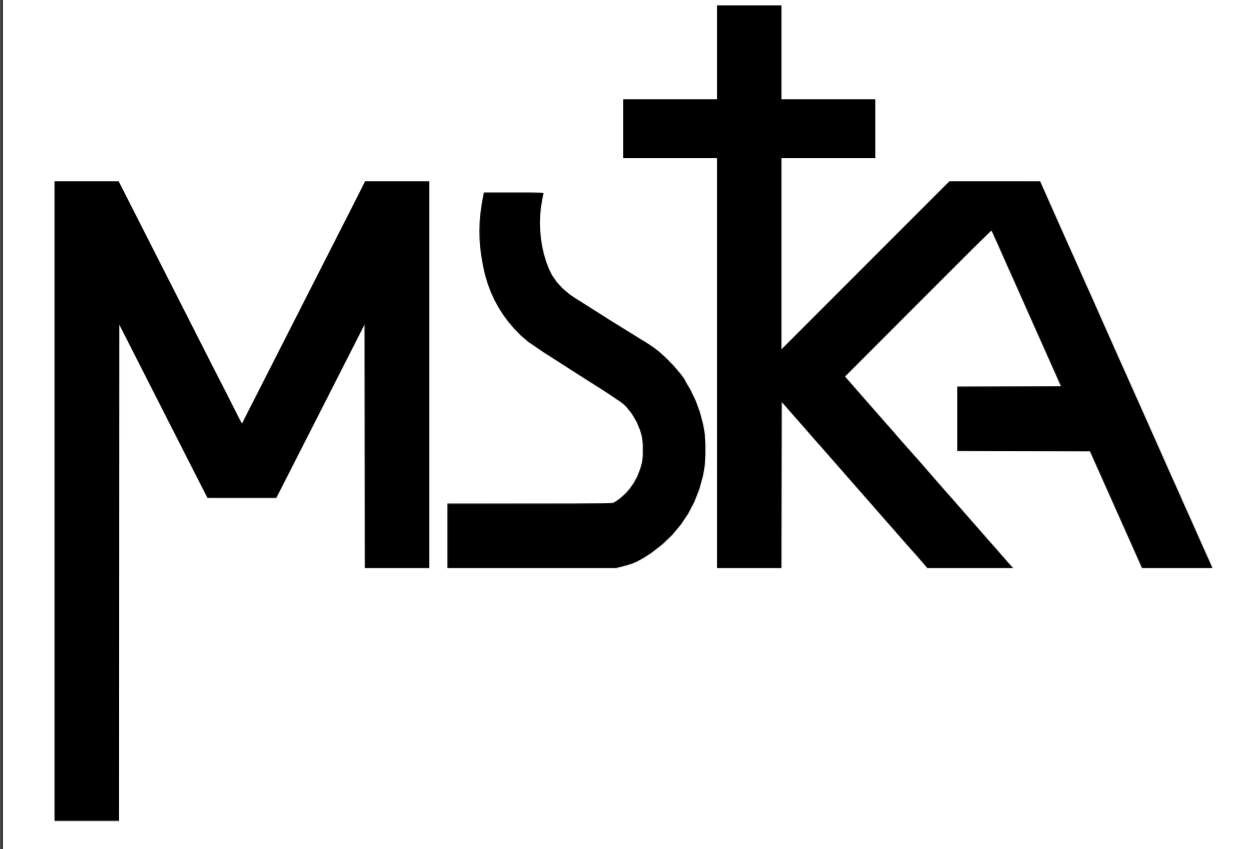
Logo Moravsko-slezské křesťanské akademie

Cyrilometodějská křesťanská akademie (CMKA), dříve Moravsko-slezská křesťanská akademie (MSKA), je křesťanské sdružení vedené jako zapsaný spolek, které se snaží v křesťanském duchu podílet na rozvoji společnosti na Moravě a ve Slezsku v kultuře, politice, hospodářství a ekonomii formou osvětové, publikační a vědecké činnosti.
Činnost se soustředí na přednáškovou činnost, pořádání konferencí, seminářů, kolokvií, etc. MSKA má pobočky v několika desítkách měst Moravy a Slezska, od doby svého založení vydává časopis Dialog Evropa XXI., který vycházel od roku 2002 jako čtvrtletník. Od roku 2017 následně ve vydávání přešel z papírové do elektronické podoby a v současnosti jeho  papírová verze vychází mezi formou občasníku a ročenky.
Převážně v Čechách a s několika místními skupinami na Moravě a ve Slezsku působí obdobné křesťanské sdružení s názvem Česká křesťanská akademie, se kterým v současnosti MSKA vede jednání o vzájemné spolupráci.
MSKA kromě toho spolupracuje s dalšími spřízněnými organizacemi podobného zaměření. Mezi nimi je především Hnutí Pro život ČR, Společnost pro dialog církve a státu, Hnutí křesťan a práce, Institut sociálního učení církve a Kolegium katolických lékařů a Klub svatého Athanasia, který v současnosti je hlavním organizátorem přednášek a katechezí pod společnou hlavičkou v Praze a Brně.

## Činnost
| „                   | Chceme být fórem: • Fórem, kde se potkávají akademici všech profesí - lékaři, ekonomové, právníci, filosofové, historici, teologové, umělci, technici, přírodovědci, pedagogové, zemědělští inženýři a další. • Fórem pro aktivní a kritické lidi, kteří se nespokojí s pasivním přijímáním věcí; společenstvím žen a mužů, odpovědných ve svém životě a povolání, jejichž odpovědnost vyrůstá z přijetí evangelia Ježíše Krista. • Fórem pro duchovní výměnu názorů, fórem, kde se otevírají a diskutují aktuální otázky vědecké, náboženské, kulturní a politické. • Fórem pro křesťany, kteří chtějí být iniciativní v církvi a společnosti a kteří spojují své odborné znalosti s osobním svědectvím víry. | “ |
| — Z prohlášení MSKA | |   |

## Historie
MSKA vznikla v roce 1990, její první předsedkyní byla Jiřina Štouračová, kterou v únoru 2012 vystřídal ve funkci kněz brněnské diecéze a liturgický teolog Pavel Kopeček. Ten následně na začátku roku 2017 funkci uvolnil a novým předsedou (po reformě stanov prezidentem) byl zvolen teolog a znalec církevního práva P. Jiří Koníček. Na jaře 2018 po reorganizaci vedení se sešlo Valné shromáždění za účelem úprav stanov, které změnil vrcholné orgány předsednictva a upravilo některé jeho pravomoci. Předseda je od té chvíle Prezidentem, místopředa Viceprezidentem a Předsednictvo má formu Prezidia. V roce 2020 změnila MSKA název na Cyrilometodějská křesťanská akademie, z. s.

## Struktura MSKA
Nejvyšším orgánem MSKA je Valné shromáždění, složené ze všech členů spolku. Schází se 1x ročně. Řídícími orgány je Prezidium, Revizní komise a Smírčí sbor. Valná hromada Volí ze svého středu prezidenta, viceprezidenta, přičemž funkční období všech volených orgánů a funkcionářů je čtyřleté. Předsedou MSKA je od roku 2017 P. ThDr. ICLic. Jiří Koníček, který po revizi stanov se stal prvním řádným prezidentem Akademie.
Vlastní činnost MSKA je založena na činnosti tematických sekcí, které tvoří individuální (fyzické osoby - řádní členové) a kolektivní členové (přidružené spolky a další partneři). Dalším především vědeckým je Akademické kolegium, které je poradním orgánem Prezidia. nižším orgánem jsou jednotlivé regionální pobočky a nově i tzv. Akademické kluby, které vznikají jako paralelní specifické struktury za účelem činnosti mezi vysokošlskou mládeží.

## Místní pobočky MSKA
V letech 1990-2017 postupně vznikly pobočky MSKA v těchto sídlech:
- Brno
- Bílovice nad Svitavou
- Bystřicko
- Frýdek-Místek
- Hodonín
- Holešov
- Hranice
- Jaroměřice nad Rokytnou
- Jihlava
- Kyjov
- Nové Město na Moravě
- Olomouc
- Orlová
- Ostrava
- Otrokovice
- Prostějov
- Slavkov u Brna
- Strážnice
- Šlapanice
- Šumperk
- Telč
- Třebíč
- Uherský Brod
- Valašské Klobouky
- Velká Bíteš
- Velké Meziříčí
- Veselí nad Moravou
- Vsetín
- Zábřeh
- Zlín
- Znojmo
- Žarošice
- Žďár nad Sázavou